# Caraga (Davao Oriental)
Caraga é um município de  primeira classe de renda municipal (d) na província Davao Oriental, nas Filipinas. De acordo com o censo de 1 de maio  de  2020 possui uma população de 39 704 pessoas e 9 766 domicílios.